# 190
190（百九十、ひゃくきゅうじゅう）は自然数、また整数において、189の次で191の前の数である。

## 性質
- 190は合成数であり、約数は 1, 2, 5, 10, 19, 38, 95, 190 である。
  - 約数の和は360。
- 190 = 1 + 2 + 3 + 4 + 5 + 6 + 7 + 8 + 9 + 10 + … + 18 + 19
  - 19番目の三角数である。1つ前は171、次は210。
    - 三角数がハーシャッド数になる11番目の数である。1つ前は171、次は210。
    - 三角数において各位の和も三角数になる14番目の数である。1つ前は136、次は210。(オンライン整数列大辞典の数列 A062099)
    - 3つの正の数の立方数の和で表せる8番目の三角数である。1つ前は153、次は253。(オンライン整数列大辞典の数列 A119977)
    - 190 = 1 + 36 + 153 = 15 + 55 + 120 = 21 + 78 + 91
      - 3つの異なる三角数の和で表せる12番目の三角数である。1つ前は171、次は210。(オンライン整数列大辞典の数列 A112353)

    - 8番目の素数番目の三角数である。1つ前は153、次は276。(オンライン整数列大辞典の数列 A034953)

  - 10番目の六角数である。1つ前は153、次は231。
- 18番目の楔数である。1つ前は186、次は195。
  - 三角数の楔数としては4番目の数である。1つ前は105、次は231。
  - 楔数がハーシャッド数になる7番目の数である。1つ前は114、次は195。
- 1/190 = 0.0052631578947368421… (下線部は循環節で長さは18)
  - 逆数が循環小数になる数で循環節が18になる10番目の数である。1つ前は171、次は209。
- ローマ数字ではCXCと回文数となっており、素因数分解すると II・V・XIX とそれぞれの要素も回文数である。このような性質を持つ整数としては190は最大の数である。
- 55番目のハーシャッド数である。1つ前は180、次は192。
  - 10を基としたとき最小のハーシャッド数である。次は280。
    - n を基としたとき最小のハーシャッド数である。1つ前の9は9、次の11は209。(オンライン整数列大辞典の数列 A002998)
- 各位の和が10になる19番目の数である。1つ前は181、次は208。
- 190 = 42 + 52 + 62 + 72 + 82
  - 5連続自然数の平方和で表せる4番目の数である。1つ前は135、次は255。
- 190 = 32 + 92 + 102
  - 3つの平方数の和1通りで表せる65番目の数である。1つ前は184、次は192。(オンライン整数列大辞典の数列 A025321)
  - 異なる3つの平方数の和1通りで表せる58番目の数である。1つ前は184、次は196。(オンライン整数列大辞典の数列 A025339)
- 190 = 12 + 22 + 42 + 132 = 12 + 22 + 82 + 112 = 12 + 32 + 62 + 122 = 12 + 52 + 82 + 102 = 22 + 42 + 72 + 112 = 32 + 62 + 82 + 92 = 42 + 52 + 72 + 102
  - 異なる4つの平方数の和7通りで表せる最小の数である。次は198。(オンライン整数列大辞典の数列 A025382)
  - 異なる4つの平方数の和 n 通りで表せる最小の数である。1つ前の6通りは174、次の8通りは210。(オンライン整数列大辞典の数列 A025417)
- 190 = 13 + 43 + 53
  - 3つの正の数の立方数の和1通りで表せる26番目の数である。1つ前は179、次は192。(オンライン整数列大辞典の数列 A025395)
  - 異なる3つの正の数の立方数の和1通りで表せる8番目の数である。1つ前は160、次は197。(オンライン整数列大辞典の数列 A025399)
  - n = 3 のときの 1n + 4n + 5n の値とみたとき1つ前は42、次は882。(オンライン整数列大辞典の数列 A074511)
- 190 = 44 − 34 + 24 − 14
  - n = 4 のときの |14 − 24 + … + (−1)n+1n4| の値とみたとき1つ前は66、次は435。(ただし| |は絶対値記号)(オンライン整数列大辞典の数列 A062392)

## その他 190 に関連すること
- 西暦190年
- メルセデス・ベンツの乗用車の車種名、190E。
- 国鉄190形蒸気機関車
- エンブラエル 190はブラジルのエンブラエル社製の旅客機。
- 第190代ローマ教皇はホノリウス4世（在位：1285年4月2日～1287年4月3日）である。